# جامع بلدروز القديم
يعتبر جامع بلدروز القديم من المعالم التراثية في قضاء بلدروز ومن مساجد العراق الأثرية القديمة، وتؤكد المراجع التاريخية قيام السلطان العثماني عبد الحميد الثاني، ببناء جامع في منطقة الصباغية في بلدروز حاليا، وعلى نفقته الخاصة وذلك على انقاض مسجد قديم يعود تاريخه إلى عهد الدولة العباسية ولقد شكل الباب العالي برئاسة مجلس الوزراء في عهد الدولة العثمانية لجنة متابعة الأمر السلطاني في ولاية بغداد مكونة من عاكف باشا والي بغداد، ويونس وهبي باشا قاضي بغداد، وعبد الرحمن الكيلاني النقيب، وهم بدورهم أعطوا الإدارة العملية لقائم مقام منطقة طريق خراسان (والتي تسمى بعقوبة الآن) بكر آغا الإسطنبولي وذلك عام 1295هـ/1878 وتم إسناد مهمة الإمامة فيه إلى مفتي بلدروز آنذاك الشيخ محي الدين عبد الفتاح المدرس، وهكذا تم تجديد الجامع.
ولقد هدم وإعيد بناؤهُ في عام 1374 هـ/1955م، من قبل أهالي المدينة، وفي عام 1407 هـ/1987م أجريت عليهِ أعمال الصيانة والترميم مرة أخرى من قبل وزارة الأوقاف والشؤون الدينية.
ويحتوي الجامع على حرم واسع وعلى مصلى صيفي مسقف، وبالإضافة إلى غرف خاصة بالامام والخدم.
وتقام في الجامع صلاة الجمعة وصلاة العيدين والصلوات الخمس، ويتسع الجامع لأكثر من ألف مصل، ولقد سمي الآن (جامع بلدروز الكبير).